# Vlkava (řeka)
Vlkava je nížinná řeka (někdy označovaná jako potok) ve Středočeském kraji odvodňující západní část okresu Nymburk a jižní část okresu Mladá Boleslav. Celková délka jejího toku činí 35,6 km a převýšení 77 metrů. Plocha povodí měří 234,9 km². Obyvatelé vesnic ležících na toku Vlkavy ji zpravidla označují jinými názvy. Nejčastěji je řeka pojmenovávána Doubravka, Dobrovka (od Dobrovice), ve spodní části pak Hronětický potok nebo Farský potok.

## Průběh toku
Počátkem Vlkavy jsou tři rybníčky na západním okraji obce Ledce, ležící v nadmořské výšce 255 m. Říčka pak napájí Velkoledecký rybník a odtud teče jihozápadním směrem přes obec Pěčice dále na Kosořice. Pod Voděrady přijímá ze severu Dobravku, která přitéká od Dobrovice. Vlkava se zde stáčí k jihu a teče přes Luštěnice, Újezd (poblíž přijímá z východu Jabkenický potok) a Struhy. Poté napájí velký Vlkavský rybník (v katastru obce Vlkava), podle něhož pokračuje jižním směrem přes Všejany a Straky do Zbožíčka. 
Vlkava zde protéká rovinatou, odlesněnou krajinou a pod Zbožíčkem se od ní odděluje Hronětický náhon, dnes většinu roku v této části suchý. Průsakem vod Vlkavy v prostoru mezi Zbožíčkem a Vápenskem vzniká potok Mlynařice, pramenící jihozápadně od Vápenska, jenž teče západním směrem na Milovice a Starou Lysou. Na starých mapách je i tento potok označován jako Vlkava (Wlkawa Bach).
Pod Hroněticemi odvádí Hronětický náhon část vody z Vlkavy západním směrem až k obci Ostrá, kde u osady Felinka končí v zatopené pískovně. Vlkava plyne mírným tokem ke Kostomlatům nad Labem a výrazně meandruje. Je regulována několika jezy a hrazenými stupni. Těsně před ústím do Labe pod Kostomlaty ve výšce 178 m n. m. její pravé rameno, označované na mapách jako Farský potok, vytváří přirozenou hranici přírodní rezervace Mydlovarský luh v délce 5 kilometrů. 

### Větší přítoky
- zleva – Ledecký potok, Svatojířský potok, Ovčárenský potok, Jabkenický potok, Stračí potok, Čilecký kanál, Hluboký příkop
- zprava – Žerčický potok, Semčický potok, Dobrovická stoka, Dobrovka, Stružský potok

### Rybníky
Zejména v horní části povodí Vlkavy leží mnoho rybníků na jejích levostranných přítocích. Vlkava vodou přímo zásobuje následující rybníky:
- Velkoledecký rybník pod Ledcemi – 10,56 ha; v roce 2000 byl majitelem výrazně opraven a vyčištěn
- Mlýnský rybník u Pěčic – 9,74 ha
- Mrštín u Kosořic – 11,34 ha
- Vlkavský rybník – 22,129 ha; býval napájen dlouhým přívodním kanálem z Vlkavy od Bratronic, ale ten je od cca 70. let nefunkční a voda se do rybníka čerpá z níže položené Vlkavy přímo u rybníka

## Vodní režim
Průměrný průtok u ústí činí 0,61 m³/s.

## Galerie

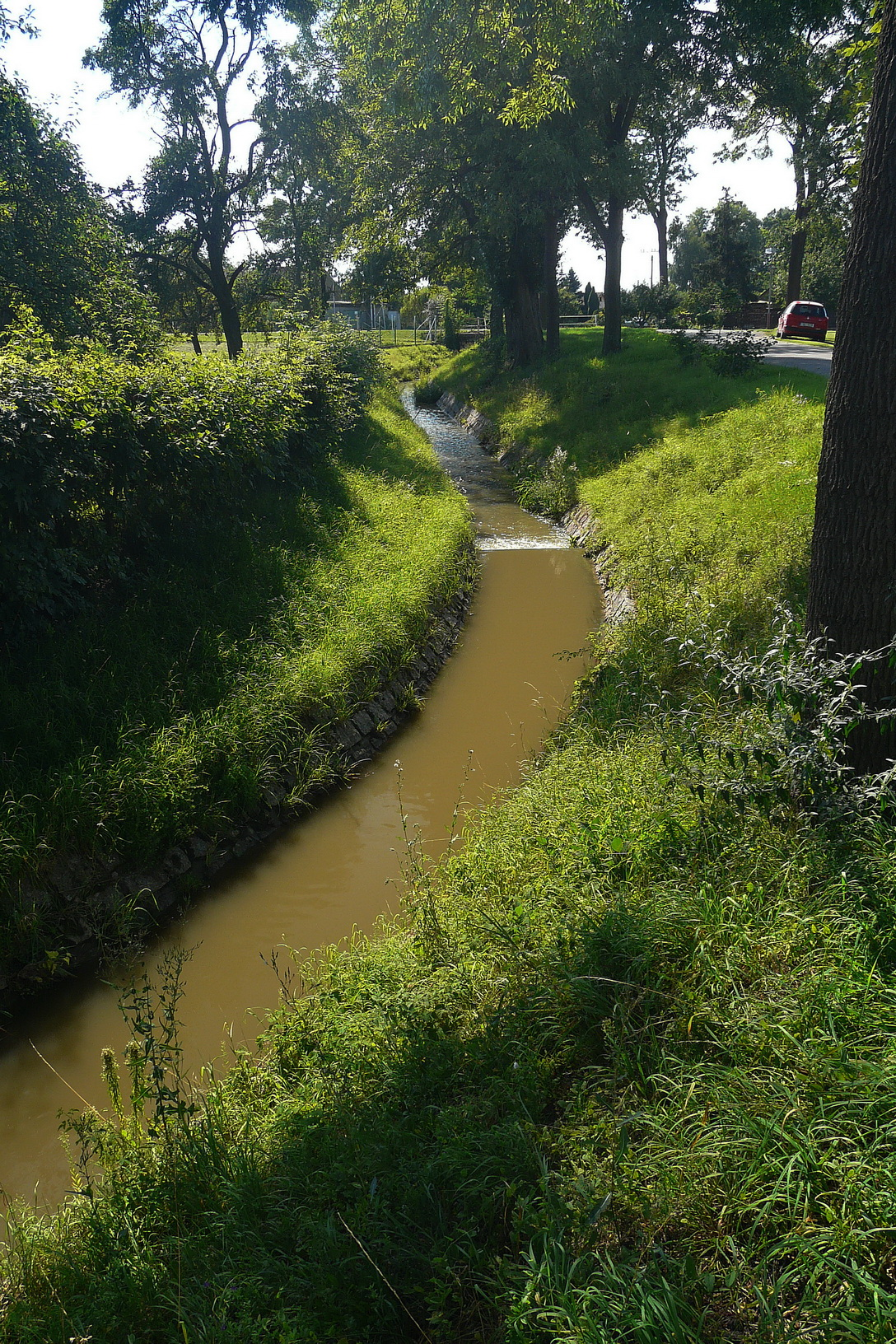
Vlkava v Pěčicích
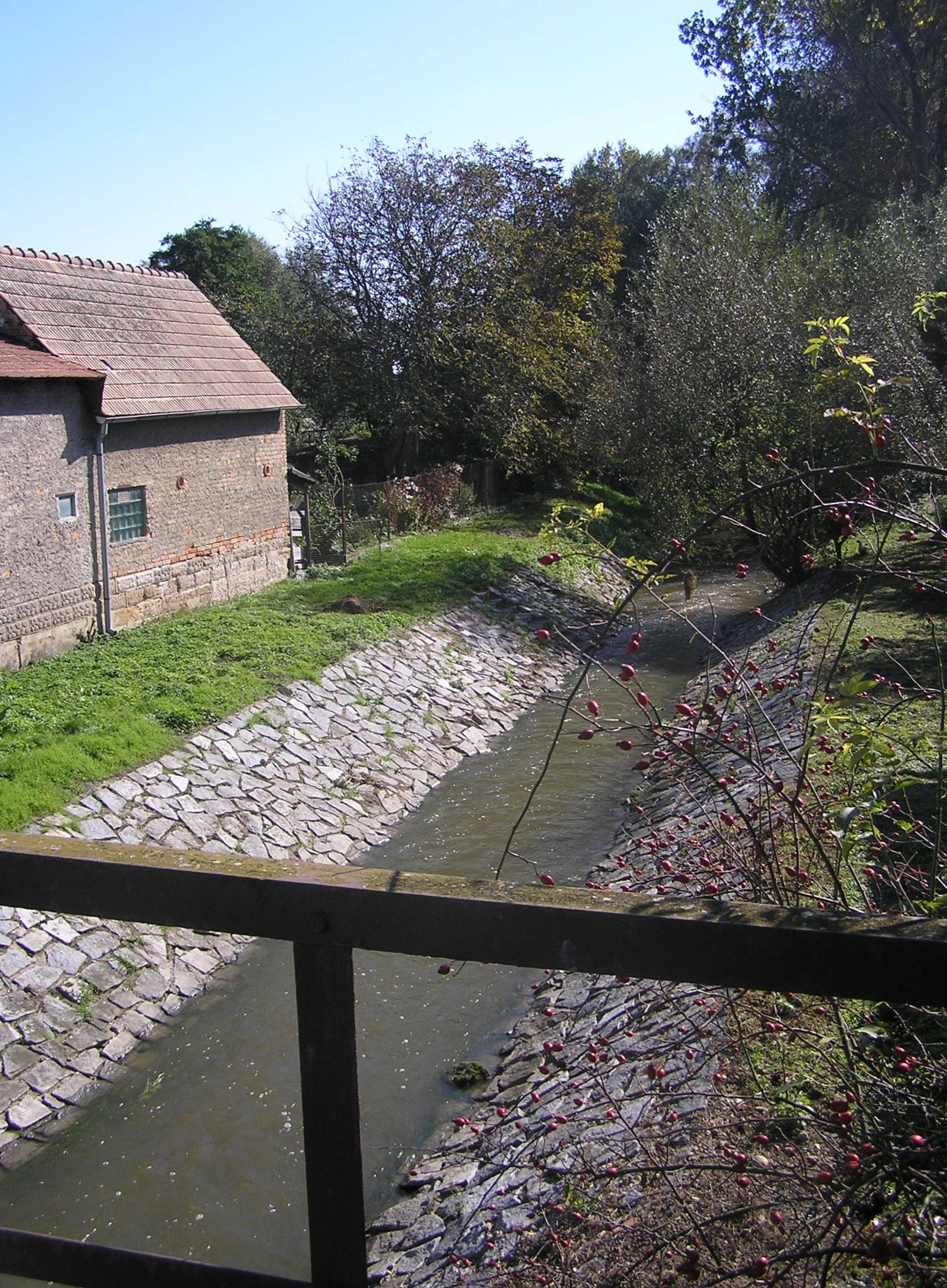
Vlkava v Čachovicích
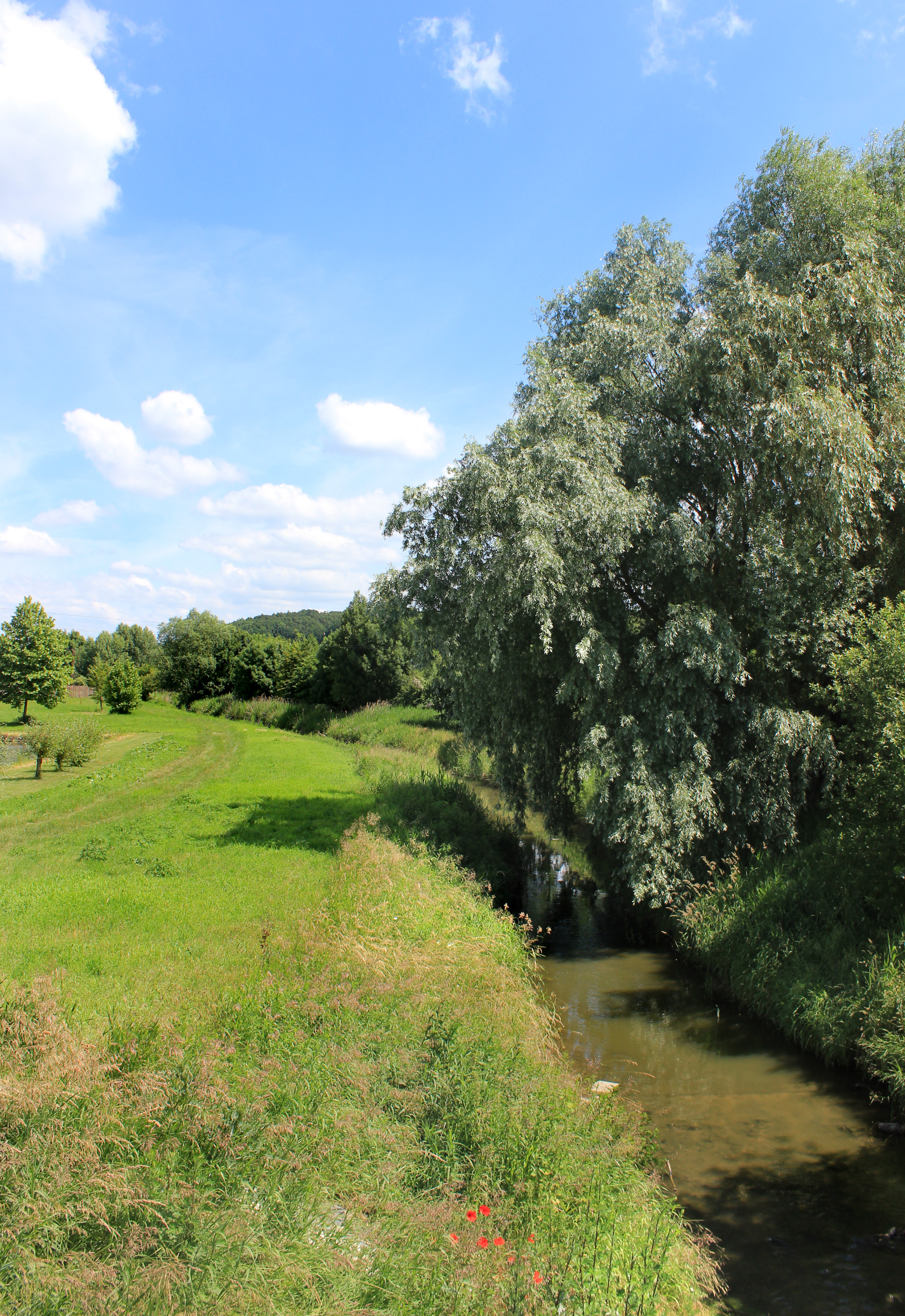
Vlkava ve Všejanech
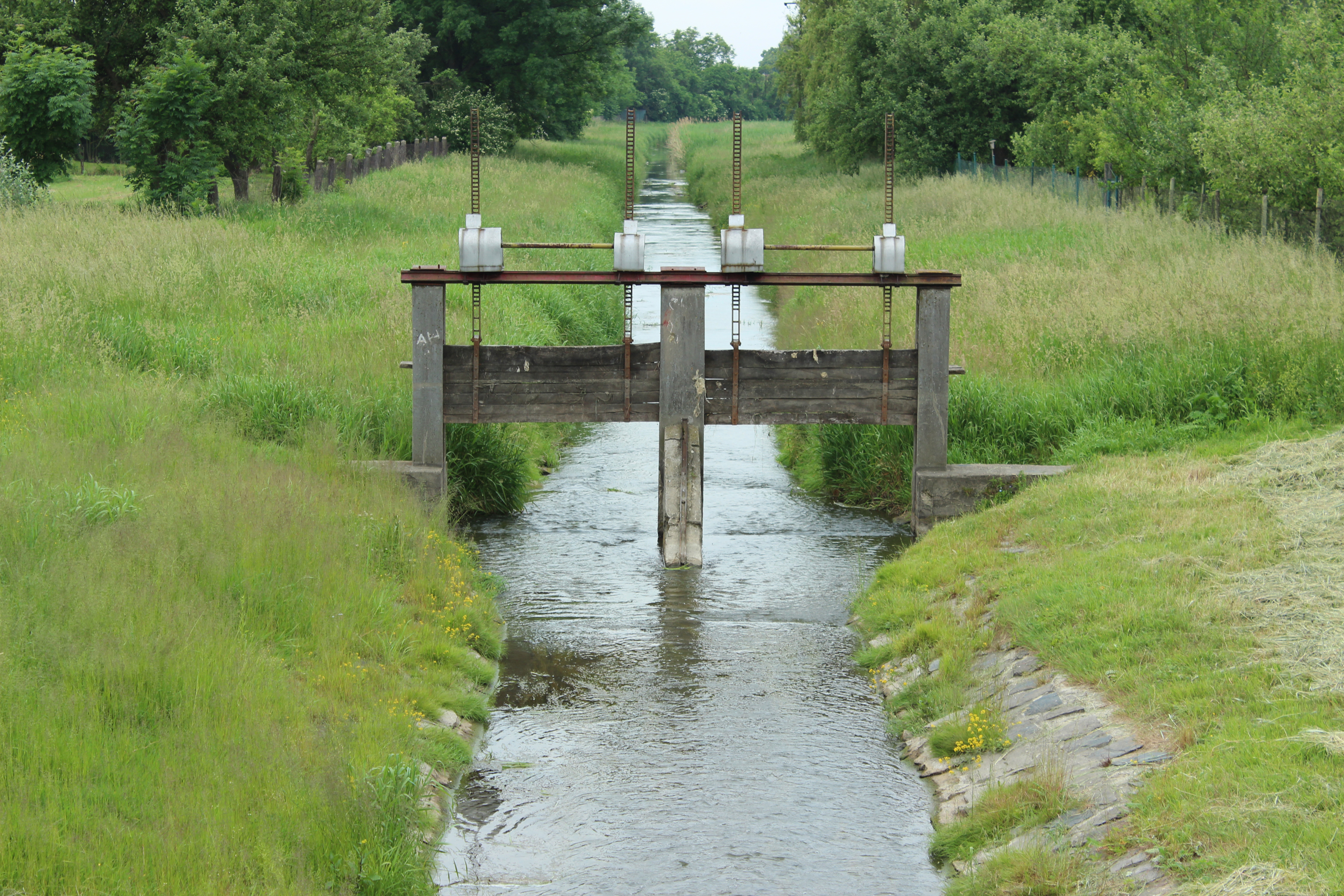
Vlkava, stavidlo Straky
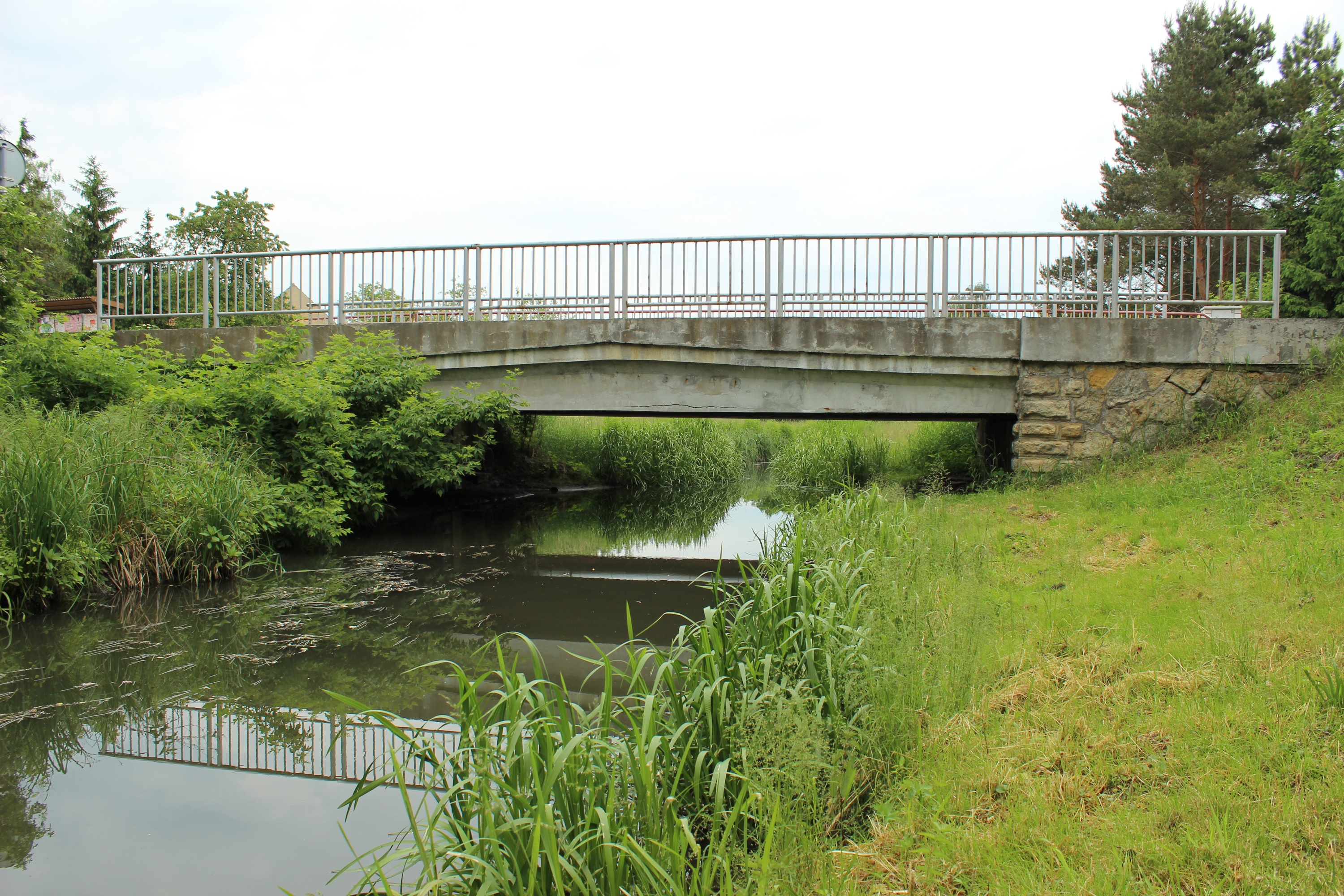
Zbožíčko, most přes Vlkavu
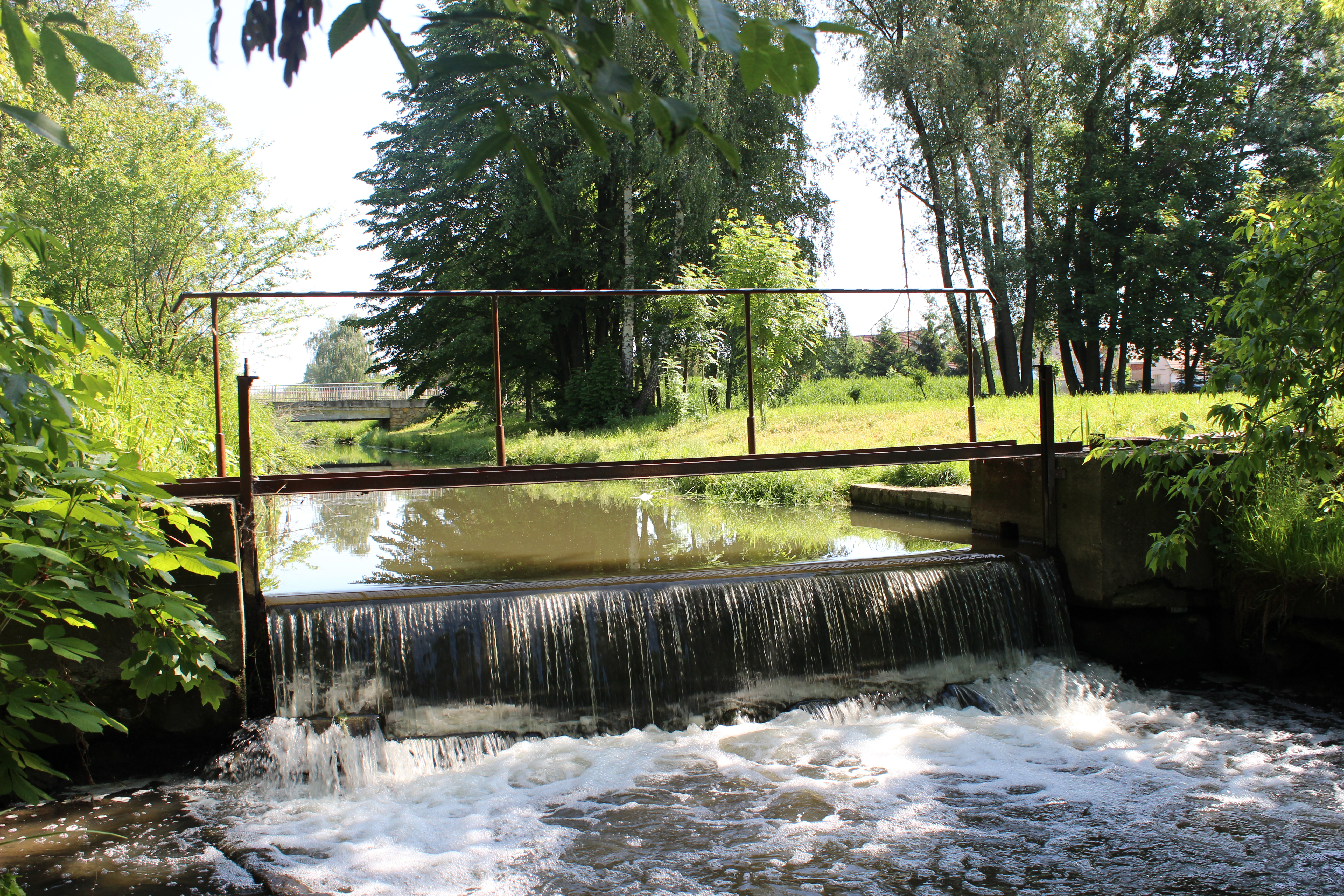
Splav na Vlkavě
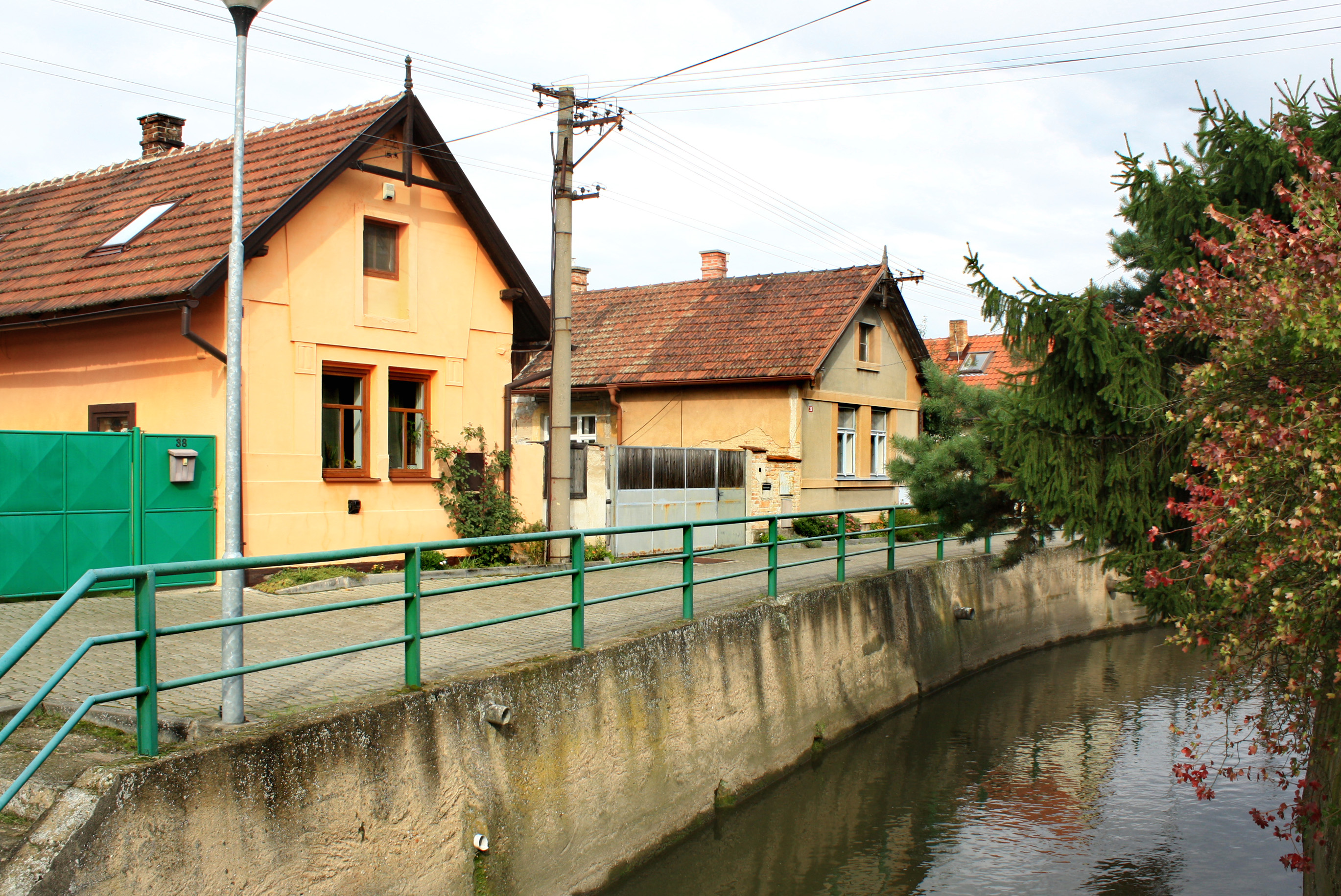
Vlkava v Kostomlatech nad Labem
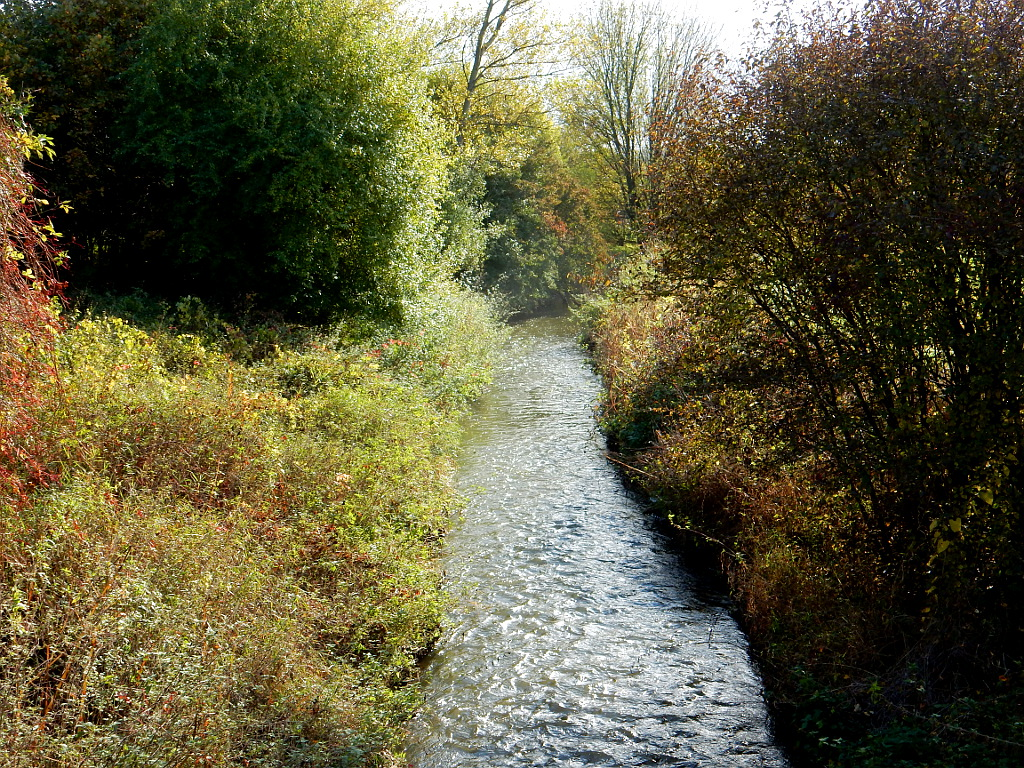
Dolní Vlkava pod Kostomlaty
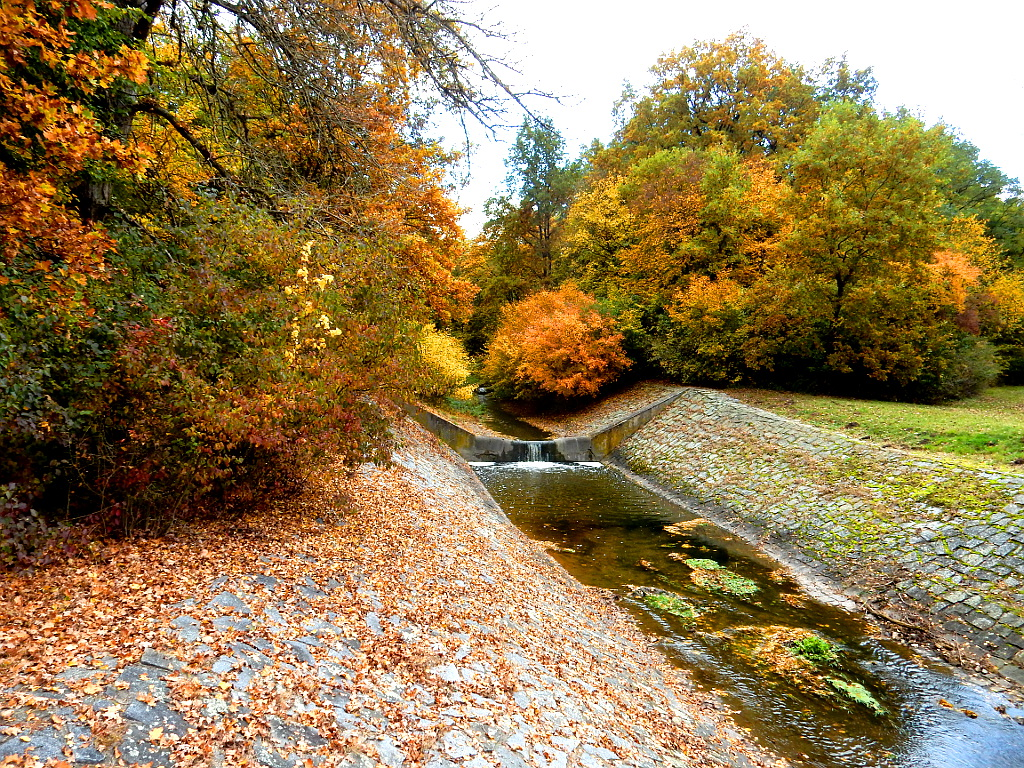
Vlkava ústí do Labe